# Eduard Caudella

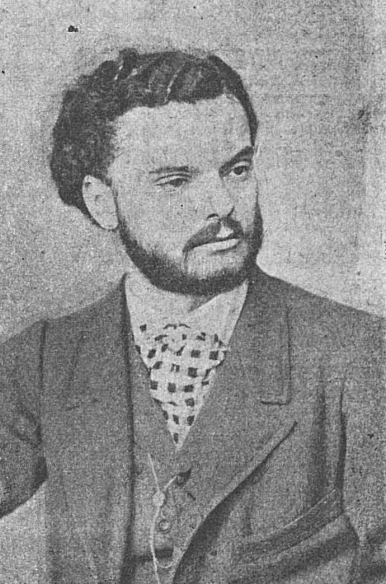
Eduard Caudella all'età di 30 anni.

Eduard Caudella (Iași, 22 maggio o 3 giugno 1841 – Iași, 15 aprile 1924) è stato un compositore, violinista e direttore d'orchestra romeno.

## Biografia
Eduard Caudella proveniva da una famiglia di musicisti: suo padre, Francisc Caudella (1812-1868) era un musicista autodidatta; si trasferì da Vienna a Iasi nel 1830, dove lavorò dapprima come violoncellista con le compagnie teatrali francesi e tedesche. Divenne noto anche per l'insegnamento della musica ai ragazzi boiardi e, il 1º ottobre 1860, venne nominato primo direttore della neonata scuola di musica, che, nel 1864, prese il nome di Conservatorio di Musica e Declamazione.
Suo nonno, Filip Caudella, aveva invece pubblicato, nel 1822, a Sibiu, la prima raccolta di canzoni rumene, ma compose anche, nel 1830, una serie di mottetti.
Eduard Caudella iniziò i suoi studi musicali a Scheia e a Iași negli anni 1850-1853 con Paul Hette (violino) e con Francisc Caudella (teoria e solfeggio), poi proseguì i suoi studi a Berlino e Francoforte tra il 1853 e il 1857 con Hubert Ries, Henri Vieuxtemps (violino) e Adolphe Rieß (pianoforte). Si trasferì poi a Parigi per studiare con Lambert Massart e Delphin Allard.
Tra il 1861 e il 1864 tornò a Iași, dove divenne violinista alla corte reale di Alexandru Ioan Cuza. Fu iniziato alla Massoneria il 3 dicembre 1866 nella Loggia Steaua României di Iași. Come suo padre, Eduard Caudella insegnò alla scuola di musica della città e, tra il 1892 e il 1901, fu rettore del Conservatorio. Tra i suoi studenti si ricordano Athanasie Theodorini, Mircea Bârsan, Mircea Anghelescu e il direttore d'orchestra Antonin Ciolan. Fu anche il primo insegnante di musica di George Enescu che, in seguito, dedicò a Caudella la sua opera per violino "Impressioni d'infanzia".
All'interno del Conservatorio di Iași, Eduard Caudella fondò la prima orchestra sinfonica, di cui fu direttore. 
Eduard Caudella fondò inoltre la prima orchestra sinfonica del Conservatorio di Iași, di cui fu direttore.
Diresse anche le orchestre del teatro rumeno (1861-1875), della compagnia teatrale tedesca (1868-1870) e dell'opera italiana (1870-1874), dove diresse una serie di opere di Giuseppe Verdi (I Lombardi alla prima crociata, Rigoletto, Il trovatore, Ernani), di Gaetano Donizetti (Lucia di Lammermoor, Maria di Rohan), Gioachino Rossini (Il Barbiere di Siviglia), Vincenzo Bellini (Norma, La somnambula) e Charles Gounod (Faust, Sapho).
Diresse anche opere in lingua romena, quali Sanguisughe del villaggio (Lipitorile satului) di Eduard Wachmann e Baba Hârca e Cinel Cinel di Alexandru Flechtenmacher.
Infine scrisse anch'egli molte opere nella sua lingua madre, a tal punto che può essere considerato il fondatore dell'opera lirica rumena.
La sua tomba, situata nel cimitero di Eternitatea a Iași, è stata iscritta, nel 2004, nell'Elenco dei monumenti storici della Contea di Iași al n. 1574 con il codice IS-III-m-B-04307.

## Opere
- Harță Răzeșul (1872)
- Olteanca (1880)
- Hatmanul Baltag (1884)
- Beizadea Epaminonda (1885)
- Fata răzeșului (1885)
- Petru Rareș (1889)
- Traian e Dochia (1917)

- Concertul per violino n. 1 (1915)
- Dochia, ballata orchestrale
- Ricordi dai Carpazi (Amintiri din Carpați)